# Courtalam
Courtalam là một thị xã panchayat của quận Tirunelveli thuộc bang Tamil Nadu, Ấn Độ.

## Nhân khẩu
Theo điều tra dân số năm 2001 của Ấn Độ, Courtalam có dân số 2368 người. Phái nam chiếm 41% tổng số dân và phái nữ chiếm 59%. Courtalam có tỷ lệ 75% biết đọc biết viết, cao hơn tỷ lệ trung bình toàn quốc là 59,5%: tỷ lệ cho phái nam là 78%, và tỷ lệ cho phái nữ là 74%. Tại Courtalam, 7% dân số nhỏ hơn 6 tuổi.